# Kerstin Wall
Vilhelmina Kristina (Kerstin) Wall, född 20 juni 1858 i Malma församling, död 25 februari 1953 i Kungsholms församling, Stockholm, var en svensk rösträttsaktivist. 
Hon var verksam i kampanjen för införandet av kvinnlig rösträtt i Sverige och ordförande för Föreningen för kvinnans politiska rösträtt i Visby 1906–1910. 